# Hikaru Mita
Pour les articles homonymes, voir Mita.
Hikaru Mita (三田 光, Mita Hikaru) est un footballeur japonais retraité né le 1er août 1981 à Tokyo. Il évoluait au poste de défenseur.

## Biographie
Hikaru Mita dispute 38 matchs en 1re division japonaise avec l'Albirex Niigata, club où il joue pendant cinq saisons.

## Palmarès
- Champion de J-League 2 en 2003 avec l'Albirex Niigata